# Lago Großer Wariner
El lago Großer Wariner (en alemán: Großer Warinersee) es un lago situado en el distrito de Mecklemburgo Noroccidental, en el estado de Mecklemburgo-Pomerania Occidental (Alemania), a una altitud de 21.1 metros; tiene un área de 260 hectáreas.